# Komórki Opalskiego
Komórki Opalskiego (ang. Opalski cells) – zwyrodniałe komórki astrogleju, opisywane w mózgowiu w przebiegu encefalopatii wątrobowych, szczególnie w encefalopatii wtórnej do choroby Wilsona. Lokalizują się w jądrach podstawy i wzgórzu. Są duże (średnicy do 35 μm), mają niewielkie bogate w chromatynę jądro komórkowe ułożone centralnie lub na obwodzie komórki i obfitą cytoplazmę, piankowatą lub ziarnistą. Opisał je w 1930 roku polski patolog Adam Opalski. Termin komórek Opalskiego wprowadził do medycyny Mirosław Mossakowski w 1965.